# Then & Now... The Best of the Monkees
Then & Now... The Best of the Monkees är ett samlingsalbum med The Monkees utgivet 1986.
Lagom till tjugoårsjubileet av The Monkees bildande utgav skivbolaget Arista Records ett samlingsalbum med gruppen som också innehöll tre nyinspelade låtar (spår 23-25). Det var dock bara två av gruppmedlemmarna som deltog, Micky Dolenz och Peter Tork, när dessa spelades in.
Första singeln från albumet, nyinspelade That Was Then, This Is Now nådde Billboard-listans 20:e plats.
Den sista låten Kicks hade tidigare spelats in av Paul Revere & the Raiders 1966, då nådde den Billboard-listans 4:e plats.
Albumet nådde Billboard-listans 21:a plats.

## Låtlista
Singelplacering i Billboard inom parentes. Placering i England=UK
1. (Theme From) The Monkees (Tommy Boyce/Bobby Hart)
2. Last Train To Clarksville (Tommy Boyce/Bobby Hart) (#1, UK #23)
3. Take A Giant Step (Gerry Goffin/Carole King)
4. (I'm Not Your) Steppin' Stone (Tommy Boyce/Bobby Hart) (#20)
5. She (Tommy Boyce/Bobby Hart)
6. A Little Bit Me, A Little Bit You (Neil Diamond) (#2, UK #3)
7. I'm A Believer (Neil Diamond) (#1)
8. Look Out (Here Comes Tomorrow) (Neil Diamond)
9. Sometime In The Morning (Gerry Goffin/Carole King)
10. The Girl I Knew Somewhere (Michael Nesmith) (#39)
11. Randy Scouse Git (Micky Dolenz) (UK #2, under titeln "Alternate title")
12. You Just May Be The One (Michael Nesmith)
13. For Pete's Sake (Joey Richards/Peter Tork)
14. Pleasant Valley Sunday (Gerry Goffin/Carole King) (#3, UK #11)
15. What Am I Doing Hangin' 'Round (Owen Castleman/Michael Martin Murphey)
16. Words (Tommy Boyce/Bobby Hart) (#11)
17. Goin' Down (Micky Dolenz/Diane Hildebrand/Davy Jones/Michael Nesmith/Peter Tork)
18. Daydream Believer (John Stewart) (#1, UK #5)
19. Valleri (Tommy Boyce/Bobby Hart) (#3, UK #12)
20. D. W. Washburn (Jerry Leiber/Mike Stoller) (#19, UK #17)
21. Porpoise Song (Gerry Goffin/Carole King) (#62)
22. Listen To The Band (Michael Nesmith) (#63)
23. That Was Then, This Is Now (Vance Brescia) (#20, UK #68)
24. Anytime, Anyplace, Anywhere (Dick Eastman/Bobby Hart)
25. Kicks (Barry Mann/Cynthia Weil)